# فرهاد نظری افشار
فرهاد نظری افشار عضو سابق تیم ملی والیبال ایران، متولد ۱ خرداد ۱۳۶۳ در تهران است. وی والیبال را از سال ۱۳۷۷ در کانون والیبال اسلامشهر آغاز کرد.

## باشگاهی
نظری افشار بعد از ۴ سال حضور در کانون والیبال اسلامشهر به خدمت سربازی رفته و در تیم میلاد وزارت دفاع و بعد از آن در اتکا حضور داشته و پس از پایان سربازی ۵ سال عضو باشگاه والیبال سایپا البرز بود و بازی‌های مؤثری به نمایشش گذاشت و بعد به کاله پیوست و در مسابقات لیگ برتر شرکت کرد و بعد از ۲ حضور موفق در این تیم به متین ورامین پیوست و بعد از ۱ سال حضور مؤثر در متین از این تیم جدا شد و بعد از رهایی از مصدومیت با متین ورامین قرارداد خود را تمدید نمود. او در سال ۱۳۸۸ از الشباب امارات نیز پیشنهاد داشت. وی در سال ۱۳۹۵ به تیم بانک سرمایه پیوست و همچنین پس از راهیابی تیم هورسان رامسر به لیگ برتر در سال 1399 به این تیم پیوست.

## ملی
در مورد وی جالب این است که به تیم‌های ملی نوجوانان و جوانان دعوت نشده و مستقیم به تیم بزرگسالان فراخوانده شده‌است.
وی که در سال ۱۳۸۷ توسط زوران گاییچ به تیم ملی دعوت شد و تا ۱۳۹۱ حضور ثابتی در ترکیب تیم ملی والیبال ایران داشت و بعد از ۵ سال در سال ۱۳۹۶ توسط ایگور کولاکوویچ به اردو تیم ملی دعوت شد و بعد از مسابقات جام بزرگ قهرمانان جهان ۲۰۱۷ برای همیشه از تیم ملی خداحافظی کرد.

## شخصی
نظری افشار متأهل و دانشجوی رشته تربیت بدنی است. او دو پسر به نام های امیر محمد و امیر سام آدرین دارد.

## افتخارات
شخصی ملی و باشگاهی:
- ۵ دوره قهرمان باشگاه‌های آسیا
- ۱ دوره نایب قهرمان باشگاه‌های آسیا
- ۵ دوره نایب قهرمانی باشگاه‌های آسیا
- ۲ دوره قهرمانی تیم‌های ملی والیبال و نایب قهرمان بازیهای آسیایی گوانگ ژو
- ۱ دوره قهرمانی با کاله مازندران در لیگ برتر ایران
- ۱ دوره نایب قهرمانی با متین ورامین در لیگ برتر ایران
- ۱ دوره حضور در جام جهانی ایتالیا ۲۰۱۱ و ۱ دوره حضور در جام جهانی ژاپن ۲۰۱۰
- ۱ دوره ارزشمندترین بازیکن ایران
- ۱ دوره بهترین بازیکن قهرمانی باشگاه‌های آسیا
- ۱ دوره انتخابی قهرمانی مردان جهان
- ۱ دوره مقام سومی جام بزرگ قهرمانان جهان ۲۰۱۷